# Norra Jämtlands revir
Norra Jämtlands revir var ett skogsförvaltningsområde som omfattade samtliga socknar i Hammerdals, Lits, Rödöns och Sunne tingslag av Jämtlands län och var uppdelat i tre bevakningstrakter samt har en kronoparksareal av 16 280 hektar produktiv skogsmark (1904).